# Джон Александр Мак-Дональд
Сер Джон Александр Мак-Дональд (англ. Sir John A. Macdonald; 15 січня 1815, Глазго, Шотландія  — 6 червня 1891, Оттава) — прем'єр-міністр Канади протягом 19 років: з 1 липня 1867 до 5 листопада 1873 та з 17 жовтня 1878 до 6 червня 1891 року. Сформував уряди при шести скликаннях парламенту Канади.
У день утворення Канади, 1 липня 1867 року, королева Вікторія посвятила Джона Мак-Дональда в лицарі за важливий внесок у формування та становлення Канади.
Мак-Дональд — великий натхненник та пропагандист Канадської тихоокеанської залізниці, яка 1885 року з'єднала атлантичне та тихоокеанське узбережжя Канади.